# Công quốc Mecklenburg-Schwerin
Công quốc Mecklenburg-Schwerin (tiếng Đức: Herzogtum Mecklenburg-Schwerin; tiếng Đan Mạch: Hertugdømmet Mecklenburg-Schwerin) là một công quốc ở miền Bắc nước Đức ngày nay, được thành lập vào năm 1701, khi Frederick William và Adolphus Frederick II phân chia Công quốc Mecklenburg giữa Schwerin và Strelitz. Được cai trị bởi những người kế vị của Niklot thuộc Nhà Mecklenburg, Mecklenburg-Schwerin vẫn là một nhà nước của Đế chế La Mã Thần thánh dọc theo vùng duyên hải Biển Baltic giữa Holstein-Glückstadt và Công quốc Pomerania.
Vào tháng 6 năm 1692, khi Christian Louis I qua đời trong cảnh lưu đày và không có con trai thừa tự, một tranh chấp đã nảy sinh về việc kế vị công quốc giữa em trai ông là Adolphus Frederick II, và cháu trai của ông, Frederick William. Hoàng đế và những người cai trị Thụy Điển cũng như của Tuyển hầu xứ Brandenburg đã tham gia vào cuộc tranh chấp này. Năm 1701, với sự tán thành của Reichsstände thuộc Vùng đế chế Hạ Sachsen, Hiệp ước Hamburg (1701) đã được ký kết và sự phân chia cuối cùng của đã được thực hiện. Mecklenburg được chia cho hai bên yêu sách. Công quốc Mecklenburg-Schwerin được trao cho Frederick William, và Công quốc Mecklenburg-Strelitz được trao cho Adolphus Frederick.